# Elvira Possekel
Elvira Possekel-Borchers, nemška atletinja, * 11. april 1953, Köln, Zahodna Nemčija.
Nastopila je na poletnih olimpijskih igrah leta 1976 ter osvojila naslov olimpijske podprvakinje v štafeti 4x100 m, v teku na 100 m se je uvrstila v četrtfinale. Na evropskih dvoranskih prvenstvih je osvojila bronasto medaljo v teku na 60 m leta 1976.